# Matkalampi
Matkalampi är en sjö i kommunen Libelits i landskapet Norra Karelen i Finland. Sjön ligger 87,9 meter över havet. Den är 21,2 meter djup. Arean är 1,37 kvadratkilometer och strandlinjen är 14,08 kilometer lång. Sjön  ingår i Vuoksens huvudavrinningsområde.   Den ligger omkring 13 kilometer väster om Joensuu och omkring 360 kilometer nordöst om Helsingfors. 